# Simon Musie
Simon Musie (22 de gener de 1998) és un ciclista eritreu.

## Palmarès
- 2017
  - 1r al Massawa Circuit